# Döner kebab

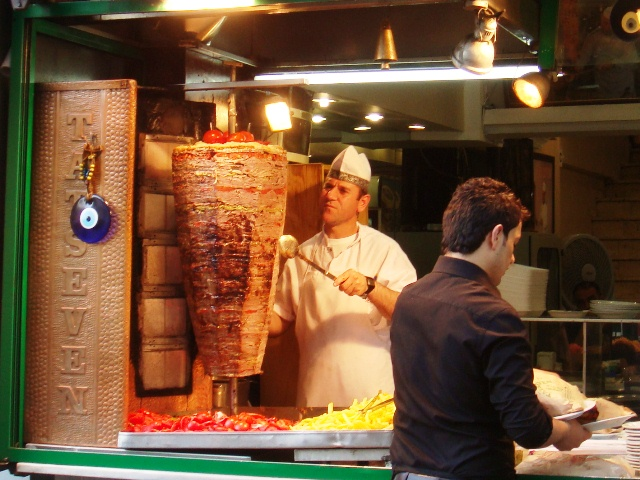
Mięso döner krojone na obrotowym rożnie w Stambule (2012)

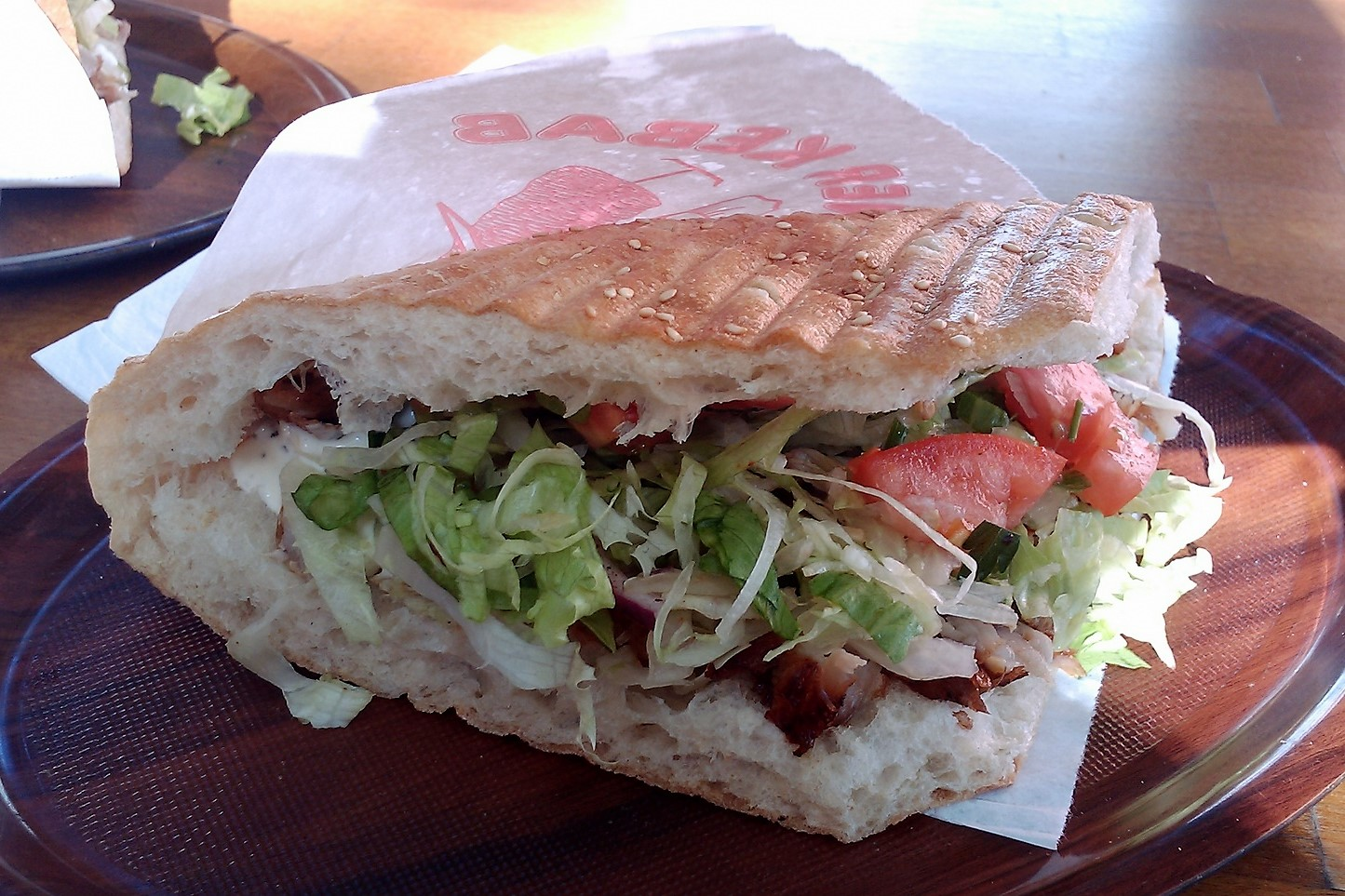
Döner kebab w Berlinie

Döner kebab, döner kebap (skrótowo również döner) – odmiana kebabu, turecka potrawa z mięsa opiekanego na pionowym rożnie. Przyprawione mięso ułożone w kształcie odwróconego stożka jest powoli obracane na rożnie. Podczas pieczenia zewnętrzną warstwę kroi się w małe, cienkie kawałki. Pionowy rożen został wynaleziony w XIX-wiecznym Imperium Osmańskim i zainspirował podobne potrawy, takie jak arabska szawarma, grecki gyros, kanadyjski donair lub meksykański al pastor.
W Polsce döner kebab najczęściej można znaleźć pod ogólnikową nazwą kebab(rozpowszechnił ją Michał Szczygielski), lecz w krajach arabskich, Izraelu i Armenii słowo kebab oznacza najczęściej şiş kebab (w języku tureckim „pieczone mięso na szpikulcu”), czyli szaszłyk z pieczonego, często mielonego mięsa. Takie nazewnictwo stosuje się czasem także w Polsce, w barach szybkiej obsługi i restauracjach prowadzonych przez Arabów, Turków lub Persów.

## Historia
W XVII-wiecznym Imperium Osmańskim stosy przyprawionego krojonego mięsa pieczono na poziomym rożnie, podobnym do cağ kebab. Rożen pionowy został wprowadzony nie później niż w połowie XIX wieku. Miasto Bursa we współczesnej Turcji jest często uważane za miejsce narodzin pionowo pieczonego dönera.
Podawanie döner kebaba jako „fast food” zyskało światową popularność w latach 50. XX wieku. Pierwszy sklep z dönerem w Londynie został otwarty w 1966 i był znanym widokiem w prowincjonalnych miastach pod koniec lat 70. XX wieku. Odmiana kanadyjska, donair, powstała w 1972 roku, stała się oficjalną potrawą miasta Halifax.
W Niemczech döner kebab spopularyzowany został przez tureckich imigrantów w Berlinie na początku lat 70. XX wieku. To tam danie rozwinęło się ze swojej pierwotnej formy w charakterystyczną kanapkę z obfitą sałatką, warzywami i sosami, sprzedawanymi w dużych porcjach po przystępnych cenach. Niemiecka wersja dönera wkrótce stała się jedną z najlepiej sprzedających się dań typu fast food i street food w całej Europie.
Turcja zaczęła ubiegać się o uznanie dönera jako dania regionalnego przez UNESCO, co miałoby podkreślić jego kulturowe i historyczne znaczenie. To krok mający chronić kulinarne dziedzictwo kraju i wzmocnić pozycję dönera jako symbolu tureckiej kuchni.

## Charakterystyka
Krojone mięso döner kebaba można podawać na talerzu z różnymi dodatkami, nadziewane w picie lub w innym rodzaju chleba lub zawinięte w cienkie płaskie ciasto, takie jak lawasz lub jufka, znane jako dürüm (dosłownie rolka lub zawiń po turecku). Danie na ogół zawiera sałatę oraz inne warzywa, np. pomidor, kapusta, cebula, świeży lub kiszony ogórek, chili i różne rodzaje sosów. W Polsce najczęściej spotykane są trzy odmiany sosów: łagodny (czosnkowy), ostry (chili) oraz mieszany.